# Kristof Arys
Kristof Arys (Aalst, 27 juni 1977) is een voormalig Belgisch voetballer die als aanvaller speelde. 

## Carrière
Arys genoot zijn jeugdopleiding bij Club Brugge, maar kon er niet doorbreken in het eerste elftal. Hij speelde vervolgens in Derde klasse bij Standaard Wetteren en in Vierde klasse bij Eendracht Aalter en KM Torhout. In 2001 volgde hij zijn trainer Dirk Geeraerd van Torhout naar KMSK Deinze, waarmee hij in het seizoen 2001/02 samen met Daniel Gomez topschutter werd van Tweede klasse. Ondanks interesse van KVC Westerlo, AA Gent en Allemania Aachen tekende hij in januari 2003 bij Cercle Brugge, waarmee hij in 2003 kampioen werd in Tweede klasse.
Na een seizoen in Eerste klasse, waarin hij drie keer scoorde in 25 competitiewedstrijden, verhuisde Arys naar K. Beringen-Heusden-Zolder, dat net uit Eerste klasse was gedegradeerd. Nog eens een jaar later stapte hij over naar Red Star Waasland, waarmee hij in het seizoen 2005/06 voor de tweede maal topschutter van Tweede klasse werd. Het werd zijn vierde samenwerking met trainer Dirk Geeraerd, nadat beide heren eerder al hadden samengewerkt bij Aalter, Torhout en Deinze.
Later speelde hij nog voor KSV Oudenaarde, Verbroedering Meldert, KVC Wingene, K. Sassport Boezinge, FC Gullegem, FC Knokke en opnieuw KVC Wingene. In 2016 hing Arys, die als speler zes promoties afdwong, zijn voetbalschoenen aan de haak. Na zijn spelersafscheid in 2016 werd hij teammanager bij zijn ex-club Knokke FC. Nadien werd hij sportief manager bij de club.

## Loopbaan
| seizoen       | club                  | land   | competitie         | wed. | goals |
| ------------- | --------------------- | ------ | ------------------ | ---- | ----- |
| 1996/97       | Club Brugge           | België | Jupiler League     | ??   | ??    |
| 1997/98       | Standaard Wetteren    | België | Derde klasse       | 20   | 3     |
| 1998/00       | Eendracht Aalter      | België | Vierde klasse      | 45   | 27    |
| 2000/01       | KM Torhout            | België | Vierde klasse      | 30   | 30    |
| 2001/jan.2003 | KMSK Deinze           | België | Tweede klasse      | 44   | 32    |
| jan.2003/03   | Cercle Brugge         | België | Tweede klasse      | 13   | 7     |
| 2003/2004     | Cercle Brugge         | België | Jupiler League     | 25   | 3     |
| 2004/05       | Heusden-Zolder        | België | Tweede klasse      | 20   | 8     |
| 2005/07       | Red Star Waasland     | België | Tweede klasse      | 60   | 30    |
| 2007/08       | KSV Oudenaarde        | België | Derde klasse       | 18   | 8     |
| 2008/09       | Verbroedering Meldert | België | Vierde klasse      | 22   | 9     |
| 2009/11       | KVC Wingene           | België | Eerste Provinciale | 58   | 70    |
| 2011/12       | K. Sassport Boezinge  | België | Eerste Provinciale | 25   | 10    |
| 2012/13       | FC Gullegem           | België | Eerste Provinciale | 28   | 23    |
| 2013/14       | FC Knokke             | België | Eerste Provinciale | 25   | 24    |
| 2014/15       | FC Knokke             | België | Vierde klasse      | 25   | 10    |
| 2015/16       | KVC Wingene           | België | Eerste Provinciale | 28   | 18    |